# Лисица, Елисей Григорьевич
Елисей Григорьевич Лисица — посадский.

## Биография
Биографический сведений о нём не сохранилось.
Известно, что Елисей Григорьевич Лисица был одним из виновников новгородского мятежа 1650 года, во время которого был ограблен датский посол Граб. Елисей Григорьевич был членом временного правительства, за что, по усмирении мятежа, был наказан батогами и сослан.